# Kathedrale von Sanremo

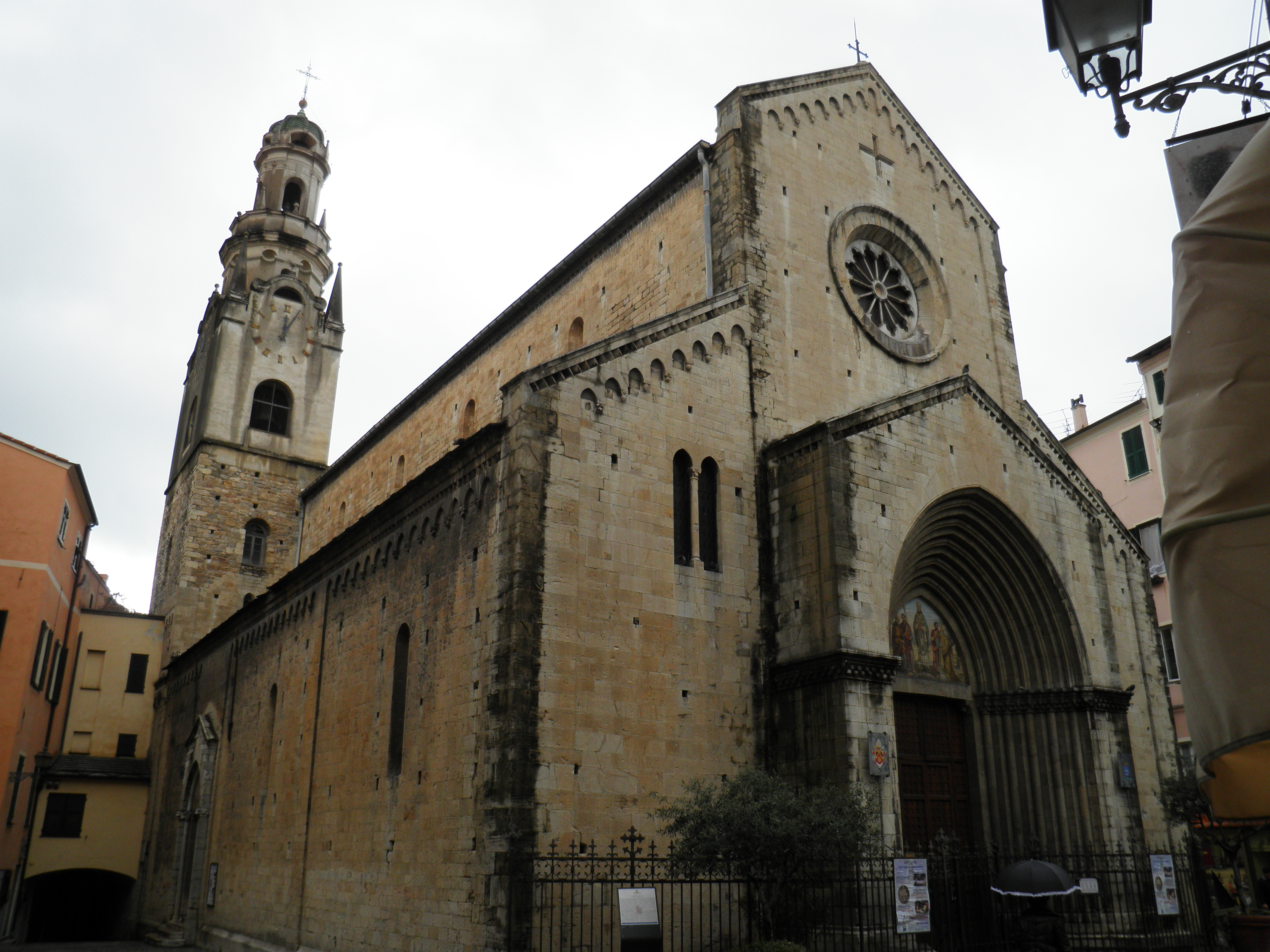
San Siro

Die Kathedrale von Sanremo (Basilica Collegiata Concattedrale di San Siro) ist die älteste Kirche von Sanremo, Ligurien, Italien, gelegen im historischen Zentrum auf dem gleichnamigen Platz. Die Konkathedrale des Bistums Ventimiglia-Sanremo trägt das Patrozinium des hl. Syrus von Pavia und trägt außerdem den Titel einer Basilica minor. Die auch San Siro di Sanremo genannte Kirche wurde im 12. Jahrhundert im romanisch-gotischen Stil erbaut und war zeitweise barockisiert.

## Geschichte

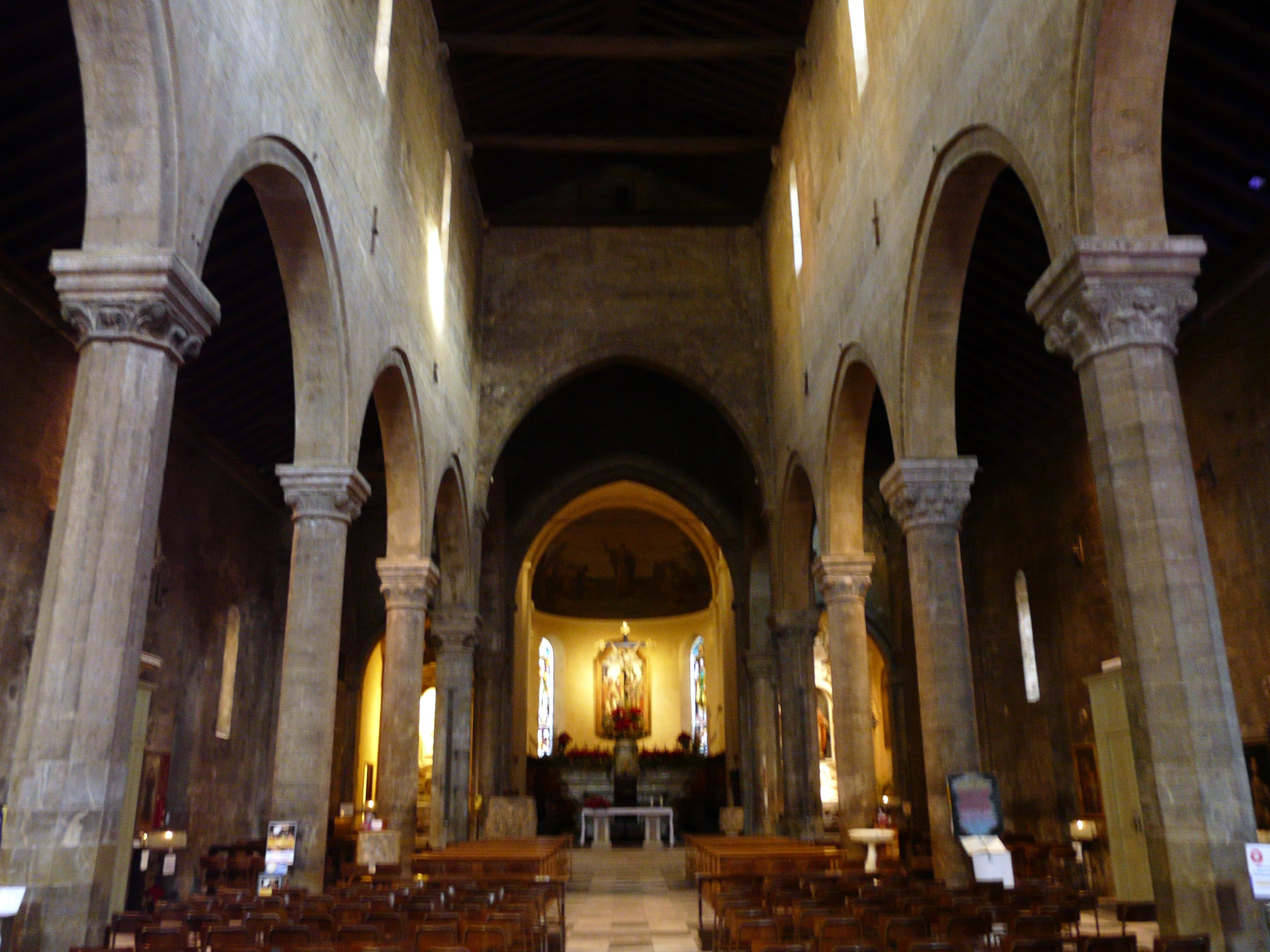
Innenraum

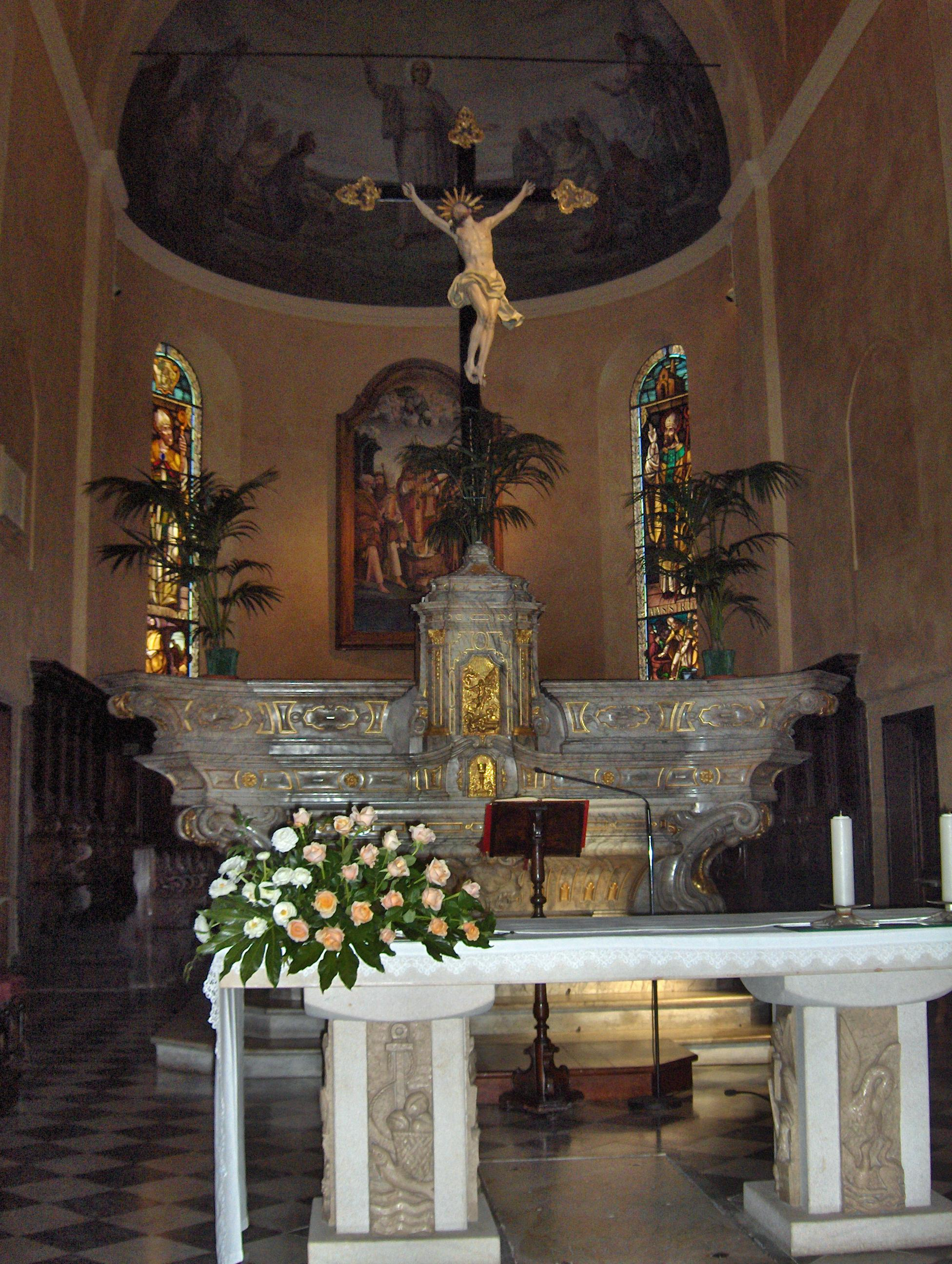
Hauptaltar

Die erste christliche Kirche am Ort geht auf das Jahr 811 zurück, der Überlieferung nach an dem Ort, an dem der später heiliggesprochene Bischof von Pavia, Syrus, gewöhnlich die Messe feierte. Der heilige Romulus von Genua soll eine Zeit lang an derselben Stelle begraben gewesen sein. Unter dem Turm der heutigen Kirche wurden Fundamente einer Kirche gefunden, die auf das Jahr 1000 datiert werden.
Die heutige Kirche wurde zu Beginn des 12. Jahrhunderts von den Magistri Comacini im romanisch-gotischen Stil erbaut; die frühesten Aufzeichnungen zu ihrer Existenz stammen aus dem Jahr 1143 und wurden vom Stadtrat verfasst. Im Jahr 1530 wurde die Kirche zur Stiftskirche erhoben. Im Jahr 1544 landeten die Türken des Korsaren Khair ad-Din Barbarossa in den Gewässern vor dem Hafen von Sanremo. Nach dem Sammeln von Vorräten erfolgte eine Plünderung der Kirche, deren Schätze aber bereits in den Mauern versteckt waren, wonach die Korsaren den Altar der Kirche zerstörten.
Ab dem Jahr 1619 wurde die Kirche durch eine Reihe von Umbauten bis 1668 barockisiert, vor allem an den romanischen Apsiden und dem Chor. Die Kirche wurde am 30. September 1745 durch den Beschuss einer britischen Marineformation unter Admiral William Rowley stark beschädigt, wodurch ein Teil des Daches und der Fassade einstürzte. Im Jahr 1753 rief die Glocke von San Siro, die von den Einwohnern von Sanremo liebevoll Bacì genannt wurde, die Bürger von Sanremo zum Aufstand gegen die Herrschaft der Republik Genua auf. Als der Aufstand der Stadt niedergeschlagen wurde, ließ der Kommandant Agostino Pinelli den Glockenturm zur Strafe abreißen, der dann im Barockstil wieder aufgebaut wurde, während die Glocke als Kriegsbeute nach Genua gebracht und im dortigen Palazzo Ducale aufgestellt wurde; erst im Jahr 1784 wurde sie zertrümmert zurückgegeben.
Im Jahr 1901 wurden umfangreiche Arbeiten zur Wiederherstellung des romanischen Erscheinungsbildes unternommen, indem alle barocken Verblendungen sowohl im Inneren als auch im Äußeren der Kirche entfernt wurden. Nach einer langen Unterbrechung wurden die Arbeiten im Jahr 1948 offiziell abgeschlossen. Im Jahr 1947 wurde die Kirche zur Basilica minor und 1975 zur Konkathedrale ernannt.

## Restaurierungsarbeiten
Die Restaurierungsarbeiten zur Wiederherstellung des ursprünglichen romanischen Aussehens begannen 1901, nachdem ein von dem Ingenieur Antonio Capponi ausgearbeitetes Projekt aus dem Jahr 1898 vom Stadtrat genehmigt worden war. Die ersten Restaurierungsarbeiten betrafen die Außenseiten. Die barocke Fassadenverkleidung wurde abgerissen und die ursprüngliche romanische Struktur restauriert oder wiederaufgebaut. Im Jahr 1902 wurden die Arbeiten wegen Geldmangels unterbrochen. Zwischen 1926 und 1930 wurden die Arbeiten, auch auf Anregung des Bürgermeisters Pietro Agosti, mit der Restaurierung der Kirchenschiffe fortgesetzt. Aufgrund von Meinungsverschiedenheiten über die Art der Durchführung der Restaurierung wurden die Arbeiten erneut verschoben und 1947 mit der Restaurierung der wertvollen barocken Stuckarbeiten und der Entfernung des gesamten Verputzes in den Kirchenschiffen wieder aufgenommen, wodurch die Wände freigelegt wurden. Nach Abschluss der Arbeiten, die von 1901 bis 1948 dauerten, wurde eine Gedenktafel an der Kirchenmauer angebracht, die an die Arbeiten erinnert.
Im Jahr 1975 wurde beschlossen, an den drei Apsiden Eingriffe vorzunehmen, um die mittelalterlichen Teile wiederherzustellen, die im Laufe der Jahrhunderte nicht zerstört worden waren, aber immer noch von dem Putz bedeckt waren, der sie 1948 bedeckt hatte. Der Glockenturm wurde in seinen ursprünglichen Zustand zurückversetzt.

## Glockenturm
Die eigentliche Struktur des ursprünglichen Glockenturms ist nicht bekannt, obwohl er wahrscheinlich aus Naturstein bestand und nicht viel höher als das Gebäude gewesen sein dürfte. Im Jahr 1753, nach dem Aufstand der Stadt gegen die genuesische Herrschaft, wurde der Glockenturm gesprengt. Der im barocken Stil wieder aufgebaute Turm wurde während des Zweiten Weltkriegs bei einem Bombenangriff im Oktober 1944 schwer beschädigt, so dass er instabil wurde. Im Jahr 1948 wurde er restauriert, allerdings nicht ohne Kontroversen zwischen Befürwortern der barocken und bzw. der romanischen Gestaltung. Der barocke Stil wurde gemäß einer Richtlinie des Ministeriums für Volksbildung aus dem Jahr 1940 gewählt, die zudem billiger umzusetzen war. Heute gibt es 12 Glocken, die von Enrico Picasso und Bernardo Zam gegossen wurden.

## Kunstwerke

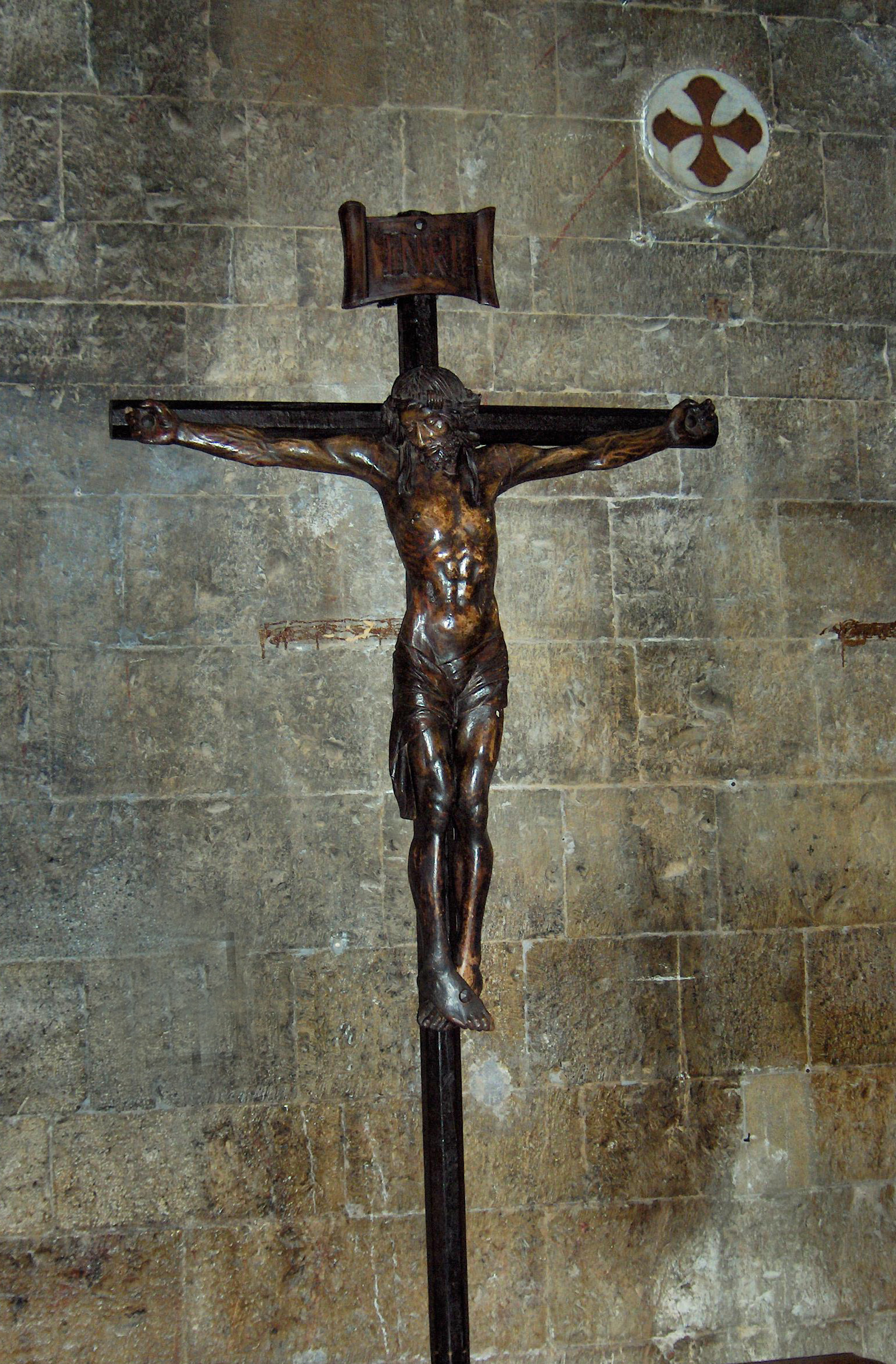
Schwarzes Kruzifix

Die beiden Seitentüren mit ihren Flachreliefs sind die ältesten Teile der Kirche. Die Skulpturen stammen von einem unbekannten Künstler, wahrscheinlich das Werk von marmorari, die den Stein direkt bearbeiteten. Das Flachrelief an der linken Tür stellt einen Esel zwischen zwei Palmen dar. Im Hintergrund hinter dem Esel ist ein Bischofskreuz zu sehen. Das Flachrelief an der rechten Tür stellt eine Jungfrau mit Kind zwischen den Bischöfen Syrus und Romulus von Genua dar. Wegen des Vorhandenseins einer Kapernpflanze wurde das Tor auch „Porta del cappero“ (Tor des Kaperns) genannt, und seine reiche Blüte war ein Zeichen für ein glückliches Jahr.
In der Nähe des Hochaltars befinden sich ein wertvolles Kruzifix und eine Statue der Madonna del Rosario von Anton Maria Maragliano, die 1867 als „ein großes Kruzifix, das von dem oben genannten Maraggiano geschaffen wurde“. Das schwarze Kruzifix im rechten Kirchenschiff ist das Werk eines unbekannten Autors, es stammt wahrscheinlich aus dem 15. Jahrhundert und diente als moralische Unterstützung der Bevölkerung von Sanremo in schlechten Zeiten.